# Сєверне (Федоровський район)
Сє́верне (каз. Северный) — село у складі Федоровського району Костанайської області Казахстану. Входить до складу Комишинського сільського округу.
Населення — 44 особи (2021; 92 у 2009, 181 у 1999, 232 у 1989).